# Lleida Bàsquet
Il Club Esportiu Lleida Basquetbol è stata una società cestistica avente sede a Lleida, in Spagna. Fondata nel 1997, ha giocato nel campionato spagnolo fino al 2012, anno del fallimento.
Disputava le partite interne nella Pabellón Barris Nord, che ha una capacità di 6.100 spettatori.

## Palmarès
- Liga LEB: 1

2000-2001
- Liga catalana: 2

2002, 2003